# Telstar 19V

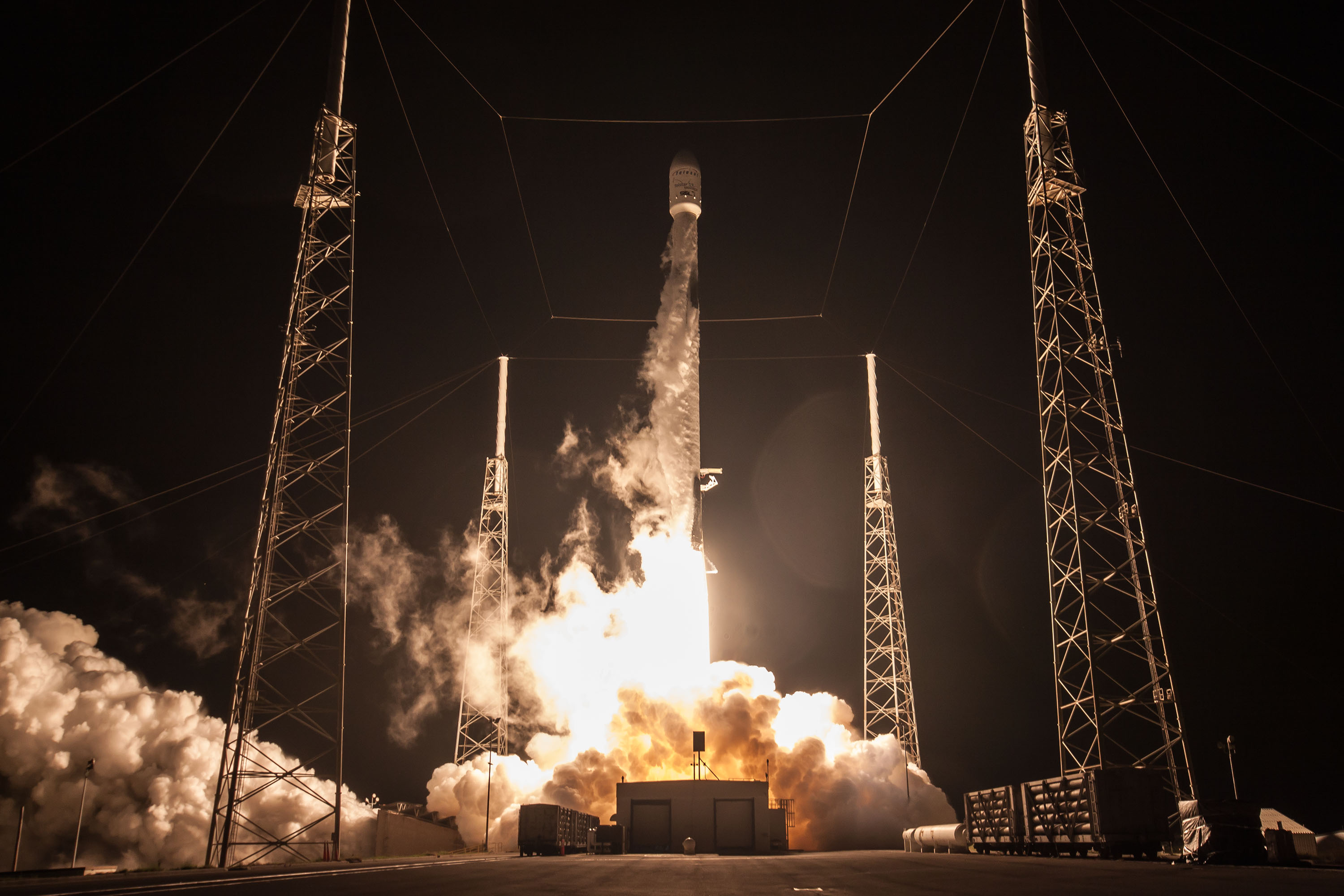
Запуск ракеты-носителя Falcon 9 со спутником Telstar 19V.

Telstar 19 Vantage (Telstar 19V) — коммерческий спутник связи, запущенный ракетой-носителем Falcon 9 22 июля 2018 года в 05:55 с Мыса Канаверал, SLC-40. Принадлежит канадскому спутниковому оператору связи Telesat. Спутник успешно достиг ГПО. Точка стояния 63 ° з.д.
На 26 июля 2018 года является самым тяжёлым спутником связи на геостационарной орбите.
Предыдущий рекорд 6910 кг принадлежал TerreStar-1, запущенному с помощью Ariane 5ECA 1 июня 2009 года.